# دانیل فیگنول
دانیل فیگنول (woulo konpresè؛ ۱۱ نوامبر ۱۹۱۳ – ۲۷ اوت ۱۹۸۶) سیاستمدار، و آموزگار اهل هائیتی بود. وی از ۲۵ مه ۱۹۵۷ تا ۱۴ ژوئن ۱۹۵۷ رئیس‌جمهور موقت هائیتی بود.
دانیل فیگنول در ۲۷ اوت ۱۹۸۶، در سن ۷۲ سالگی بر اثر سرطان پروستات درگذشت.